# Pteranodòntids
Els pteranodòntids (Pteranodontidae) són una família de grans pterosaures de finals del període Cretaci (entre els estrats del Coniacià al Campanià, amb alguns registres del Maastrichtià) de l'Amèrica del Nord, Àsia i Àfrica. La família va ser nomenada el 1876 per Othniel Charles Marsh. Els pteranodòntids tenien crestes llargues i distintives que sobresortien de la part posterior del cap (com en el propi Pteranòdon). L'espectacularment crestat nictosaure és de vegades inclòs en aquesta família, encara que usualment és situat en la seva pròpia família, els Nyctosauridae (Nicholson & Lydekker, 1889).
Els investigadors moderns difereixen en el seu ús d'aquesta família. S. Christopher Bennett i Alexander Kellner han conclòs que nictosaure no era un pteranodòntid. El 1994 Bennett va definir el clade Pteranodontidae, incloent-hi espècie de la família Anhangueridae. No obstant això, aquesta definició no ha estat acceptada per altres paleontòlegs. Alexander Kellner, per exemple, va nomenar diverses espècies addicionals per espècimens prèviament classificats com Pteranòdon, i va situar a P. sternbergi en un gènere diferent, Geosternbergia. Kellner va redefinir a Pteranodontidae com el grup format pel més recent ancestre comú de Pteranòdon longiceps, Geosternbergia sternbergi i Dawndraco kanzai, i a tots els seus descendents. Aquest clade possiblement inclou els nictosaurids. Anàlisis realitzades per David Unwin van indicar una propera relació entre Pteranòdon i Nyctosaurus, així que l'usar el nom Pteranodontia pel clade que els conté a tots dos.
Els pteranodòntids han estat registrats principalment en les èpoques del Coniacià al Campanià del Cretaci a Amèrica de Nord i Japó. No obstant això, s'han identificat possibles restes del Maastrichtià de diverses altres localitats, sent de fet comuns durant el Maastrichtià a l'antic mar de Tetis. A partir del 2016, els investigadors Nicholas Longrich, David Martill i Brian Andres van presentar evidència de diverses espècies de nictosaurids i pteranodòntids de finals de l'època del Maastrichtià al nord d'Àfrica, el que suggereix que tots dos llinatges van experimentar una radiació evolutiva a la regió del Tetis poc abans de l'extinció massiva del Cretaci-Terciari.
Addicionalment, les anàlisis filogenètiques impliquen que els pteranodòntids representen un llinatge fantasma que es remunta als inicis del Cretaci.